# Poluacetal
Poluacetali (hemiacetali) su vrsta acetala. Opće su formule R2C(OH)OR’ (R’ ≠ H).
Dobijamo ih kad na karbonilnu skupinu aldehida dodamo molekulu alkohola. Ova vrsta organskih spojeva nije kemijski stabilna. Nešto stabilniji su kad intramolekularnom ciklizacijom nastane peteročlani furanozni ili šesteročlani piranozni prsten.
Pojam poluacetala danas se proširio i na poluketale.